# CTD

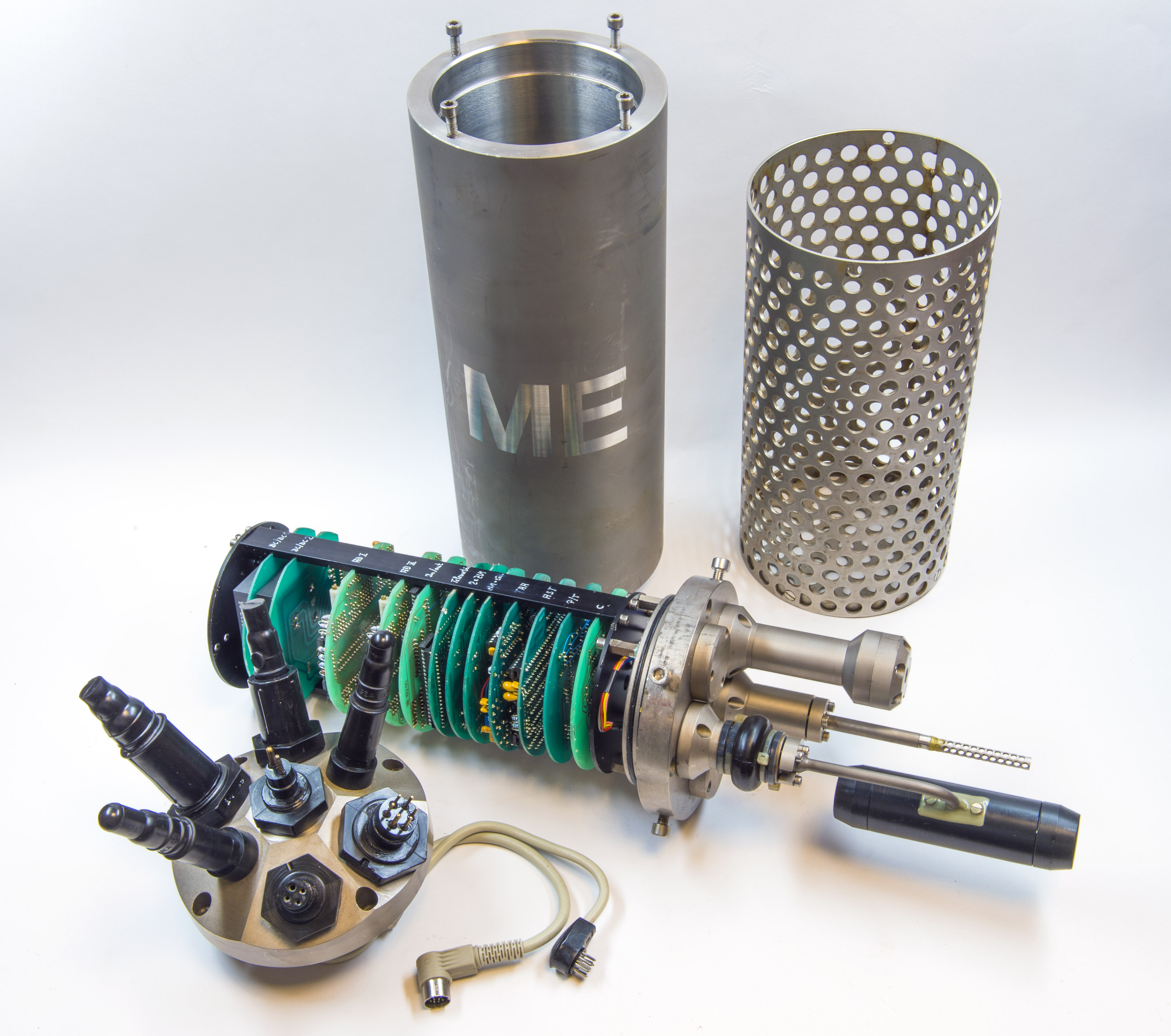
分解されたCTDデバイス。圧力ハウジングとセンサーケージ、電気伝導率や水温、圧力センサーが取付られた電子基板が並ぶ

CTDは、（Conductivity Temperature Depth profiler）の略で、電気伝導度、温度、水深を観測する装置のこと。ゾンデとも称される。電気伝導度と水温、圧力から塩分を計算する。海洋観測の現場で良く使われる測器の一つ。
アーマードケーブル（電気信号を伝える心線をワイヤーで被覆したケーブル）が届き、測器が水圧に耐える限りの深海まで（CTDだけなら6000m以上）、水温や塩分をリアルタイムで観測することができる。同じフレームにニスキン採水器、DO（Dissolved Oxygen：溶存酸素）センサー、蛍光光度計、濁度計などを取り付け、現場海水の採集、溶存酸素濃度、蛍光（植物プランクトンのクロロフィル量の指標）、濁度などの同時測定を行うことができる。